# Anomalía excéntrica

Diagrama donde se ven los ángulos de la anomalía media M, anomalía excéntrica E y anomalía verdadera, la órbita y la circunferencia principal.

La anomalía excéntrica es el ángulo medido desde el centro de la elipse, que forma la proyección del planeta sobre la circunferencia principal, y el eje de la elipse. Se designa por E. La relación entre la anomalía media y la anomalía excéntrica es la llamada ecuación de Kepler. En esta ecuación M y e son conocidos por lo que E es la incógnita. La solución no es fácil porque se trata de una ecuación trascendente donde la incógnita E no se puede despejar en términos de funciones elementales.

## Ejemplo
El planeta Marte tiene un año sidéreo de 686,98 días y se quiere calcular la anomalía excéntrica 80 días después de que el planeta pase por el perihelio:
- {\displaystyle M=41,9226^{\circ }} (ver Anomalía media).
- {\displaystyle E=45,75668} (ver Ecuación de Kepler, Método de las aproximaciones sucesivas).